# Kleiner Palau-Flughund
Der Kleine Palau-Flughund oder Weichhaar-Flughund (Pteropus pilosus) ist ein ausgestorbener Flughund von den Palau-Inseln (Karolinen).

## Merkmale
Diese Art ist nur durch zwei Exemplare bekannt, die vor 1874 auf den Palau-Inseln gesammelt wurden. Der in Alkohol eingelegte Holotypus, ein junges Männchen, befand sich ursprünglich im Hamburger Museum Godeffroy und ging später in den Besitz des Natural History Museums in London über. Der Schädel wurde zu Studienzwecken entnommen und ist so stark zerbrochen, dass er zur Erklärung dieses Individuums nichts mehr beitragen kann. Der Kleine Palau-Flughund war nahe mit dem Bonin-Flughund (Pteropus pselaphon) verwandt. Bei ihm waren der erste Schneidezahn und der zweite Prämolar jedoch länger, das Fell viel kürzer und Schienbein sowie Unterarm weniger dick mit Fell bedeckt. Es sind nur die Maße vom Holotypus bekannt: Die Flügelspannweite beträgt 60 Zentimeter, die Unterarmlänge 151,5 mm, die Schienbeinlänge 63 mm und die Ohrenlänge 25,5 mm. Der zweite Schneidezahn ist drei Mal (beim Bonin-Flughund 2,5 Mal) so groß wie der erste. Der erste Prämolar ist doppelt so groß wie der dritte Mahlzahn. Die ungefähre Länge der Rückenfellhaare beträgt 20 mm (beim Bonin-Flughund 30 mm). Rücken und Steiß sind schokoladenbraun und auffällig gesprenkelt mit langen, glänzenden weißlichgrauen oder beige-grauen Haaren. Brust, Bauch und die Flanken sind heller gefärbt als die Oberseite, wobei die Tönung zwischen Kasslerbraun und Marsbraun variiert. Das Fell der Unterseite ist dick mit langen, groben, gelbbraunen Haaren durchsetzt. Mantel und Hinterkopf sind tief gelbbraun. An den Halsseiten geht die Färbung in ein gelbliches Schokoladenbraun und am Nacken in ein Kasslerbraun über. Der Mantel ist etwas, die Halsseiten und der Nacken sind dicker mit groben, gelbbraunen Haaren gesprenkelt. Die Oberkopfmitte ist gold gelbbraun. Stirn, Oberkopfseiten, Kopfseiten, Kinn und Kehle sind dunkel Kasslerbraun, dick durchsetzt mit gelbbraunen oder grauweißen Haaren.

## Aussterben
Umfangreiche Suchen nach dieser Art scheiterten im Jahre 1931. Warum der Weichhaar-Flughund ausstarb, ist bis heute nicht ganz klar, zumal die Flughundart Pteropus pelewensis heute noch auf Palau existiert. Der Hauptgrund könnte möglicherweise die Überjagung durch die Palau-Insulaner gewesen sein.